# Aandrukplaat

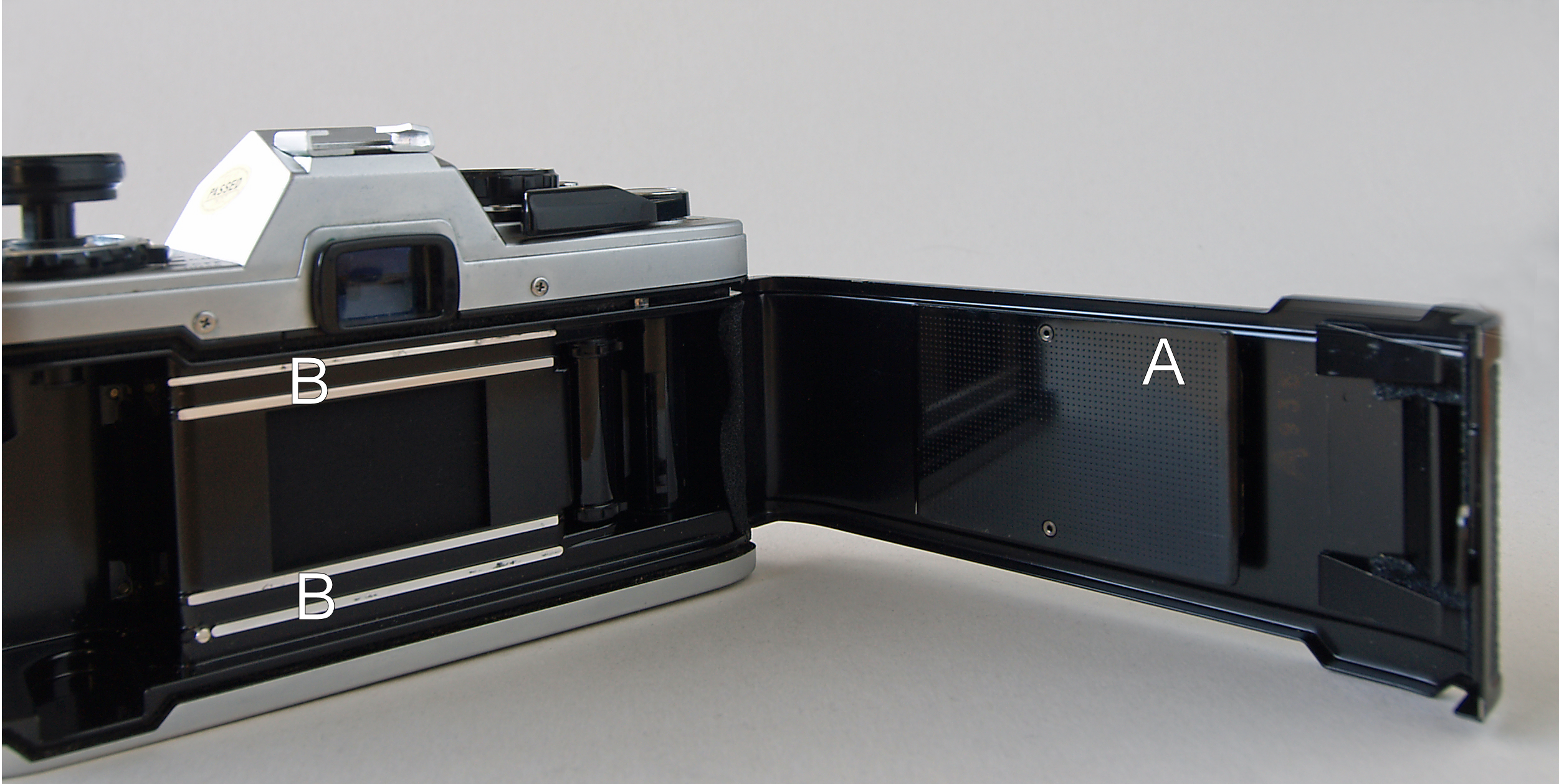
Geopende achterzijde van een analoge fotocamera met A de aandrukplaat en B de geleidebaan voor de film

Een aandrukplaat is een verend aangebrachte plaat die het filmmateriaal tegen het beeldvenster van de analoge camera aandrukt om een volkomen vlak liggen van de film tijdens de belichting te bewerkstelligen. In kwalitatief hoogstaande foto- en filmcamera's is veel aandacht besteed aan een nauwkeurige constructie van de aandrukplaat.
Bij diverse typen cassettecamera's zoals Instamatic en super 8-film vormt de aandrukplaat een onderdeel van de kunststof wegwerpcassette. Bij professionele foto- en filmcamera's is de aandrukplaat soms een onderdeel van de dure, herlaadbare cassette. De aandrukplaat kan zich ook in het filmkanaal van de camera bevinden. Het amateursingle-8-systeem heeft een verende, metalen aandrukplaat als vast camera-onderdeel.